# Morgenspraak
Een morgenspraak is een vergadering van gildebroeders (gildeleden).
Er zijn zowel gemene morgenspraken, waaraan de leden van alle gilden deelnemen, als morgenspraken van een enkel gilde. In de 17e eeuw noemen de regenten van het Sint Eloyen Gasthuis hun vergaderingen ook morgenspraken.

In de morgenspraak komt op democratische wijze de besluitvorming tot stand van zaken die het ambacht aangaan. Dat het er hierbij vaak hard aan toe gegaan moet zijn, blijkt uit de vele bepalingen die op het gedrag van de gildebroeders van toepassing waren. Gildebroeders waren verplicht de vergadering te bezoeken, maar het was de broeders van het Utrechtse smedengilde daarbij bijvoorbeeld verboden om baerrebeens of mit scootsvelle (in werkkleding dus) te verschijnen. Het mit rebellicken noch mit onbehoirlicken woirden, ende wercken, toespreecken, ende misdoen werd beboet, waarbij onwil om aan die boeten te voldoen op een prompte verhoging met 50% van het bedrag kwam te staan.
Vanaf ongeveer het tweede kwart van de 16e eeuw was het aan dekens verboden om morgenspraken te organiseren zonder toestemming van het stadsbestuur. Bij deze vergaderingen, waarvan er slechts één per dag mocht plaatshebben, moest een stedelijk ambtenaar als toehoorder aanwezig zijn. Dit had als doel ervoor te zorgen dat de gilden zich uitsluitend met zaken bezig zouden houden die te maken hadden met hun ambachten en de politiek hierbij zouden laten rusten.